# Maurice Aymard
Maurice Aymard, né le 20 décembre 1936 à Toulouse, est un universitaire français, spécialiste de l’histoire économique et sociale à l’époque moderne.

## Biographie
Diplômé de l’École normale supérieure et de la Sorbonne, il rencontre Fernand Braudel en 1959 qui l'incite à s'intéresser à l'histoire économique de l'Italie et du bassin méditerranéen.
Il est chercheur à Venise en 1959-1960, puis à Palerme entre 1964 et 1966, et à Madrid (à la Casa de Velázquez) jusqu'en 1968, date à laquelle il devient professeur. En poste à Naples, il devient directeur de recherches de la section d’histoire moderne et contemporaine de l’École française de Rome de 1972 à 1976. Il étudie d'abord le commerce du blé en Méditerranée au 16e siècle, puis les différences de développement économique du bassin méditerranéen à partir des archives siciliennes, espagnoles et napolitaines.
En 1976, il revient en France comme professeur, directeur d'études à l’École des hautes études en sciences sociales (EHESS) et au sein de la Maison des Sciences de l'Homme avec Fernand Braudel et Clemens Heller, auquel il succède comme administrateur en 1992.
Il a publié plusieurs ouvrages sur le monde méditerranéen et sur l’Italie en particulier, et codirigé une histoire de la Sicile après l’unité de l’Italie et deux histoires de l’Europe. Il a également écrit sur l’histoire de l’alimentation (il a été membre du Conseil scientifique de l'Institut européen d'histoire et des cultures de l'alimentation) et à l’histoire de l’amitié.

## Publications
- Venise, Raguse et le commerce du blé dans la seconde moitié du XVIe siècle, Paris, SEVPEN, 1966.
- Dutch Capitalism and world capitalism/ Capitalisme hollandais et capitalisme mondial, Cambridge/Paris, 1979.
- Avec Giuseppe Giarrizzo (éds.), Storia d'Italia. Le Regioni dall'Unità ad oggi : la Sicilia, Turin, Einaudi, 1987.
- Avec Harbans Mukhia (éds.), French Studies in History, vol.1: The Inheritance, vol.2: New departures, New-Delhi, Orient Longman, 1988/89.
- Avec Perry Anderson, Paul Bairoch, Walter Barberis et Carlo Ginzburg (éds.), Storia d'Europa, Turin, Einaudi, 5 vol., 1993-96.
- Co-direction avec Claude Grignon et Françoise Sabban, Le Temps de manger, Paris, Editions de la MSH/Editions de l'INRA, 1994.
- Co-direction avec Hélène Ahrweiler, Les Européens, Paris, Hermann, 2000.

## Distinctions
- Docteur honoris causa de l’Académie des sciences de Russie.
- Docteur honoris causa de l'université de Macerata.
- Docteur honoris causa de l'université de Catane.
- Membre étranger de l’Académie des Sciences de Russie.
- Membre étranger du Comité scientifique de la Société historique et littéraire polonaise à Paris.
- Secrétaire général du Conseil international de la philosophie et des sciences humaines (1998-2014).